# Премия Американского института киноискусства (2010)
Премия Американского института киноискусства за 2010 год.
| Категории                            | Название фильма                    |
| ------------------------------------ | ---------------------------------- |
| Фильмы                               | • «Чёрный лебедь»                  |
| Фильмы                               | • «Боец»                           |
| Фильмы                               | • «Начало»                         |
| Фильмы                               | • «Детки в порядке»                |
| Фильмы                               | • «127 часов»                      |
| Фильмы                               | • «Социальная сеть»                |
| Фильмы                               | • «Город воров»                    |
| Фильмы                               | • «История игрушек: Большой побег» |
| Фильмы                               | • «Железная хватка»                |
| Фильмы                               | • «Зимняя кость»                   |
| Телесериалы, телефильмы, мультфильмы | • «Эта страшная буква «Р»»         |
| Телесериалы, телефильмы, мультфильмы | • «Подпольная империя»             |
| Телесериалы, телефильмы, мультфильмы | • «Во все тяжкие»                  |
| Телесериалы, телефильмы, мультфильмы | • «Хор»                            |
| Телесериалы, телефильмы, мультфильмы | • «Безумцы»                        |
| Телесериалы, телефильмы, мультфильмы | • «Американская семейка»           |
| Телесериалы, телефильмы, мультфильмы | • «Тихий океан»                    |
| Телесериалы, телефильмы, мультфильмы | • «Тэмпл Грандин»                  |
| Телесериалы, телефильмы, мультфильмы | • «Студия 30»                      |
| Телесериалы, телефильмы, мультфильмы | • «Ходячие мертвецы»               |
| Специальная премия                   | • «Король говорит!»                |
| Специальная премия                   | • «В ожидании Супермена»           |